# Council of National Defense
Il Council of National Defense fu un'organizzazione istituita negli Stati Uniti durante la prima guerra mondiale, allo scopo di coordinare le risorse e il mondo industriale a sostegno dello sforzo bellico. La sua area di influenza si estese ai trasporti, alla produzione agricola, al supporto finanziario all'economia di guerra e all'orientamento dell'opinione pubblica.
Per un breve periodo, fu riattivato durante la Seconda guerra mondiale, avendo il National Defense Research Committee alle proprie dipendenze.

## Fondazione
All'interno del bilancio federale del 1916, il capitolo di spesa per l'esercito prevedeva uno stanziamento di 200.000 dollari per la creazione di un Council of National Defense, che divenne operativo il 24 agosto dello stesso anno. Il presidente Wilson commentò l'iniziativa con queste parole: 
(Wilson, 1916)

## Composizione
Il consiglio era composto dal Segretario alla Guerra, dal Segretario della Marina, dal Segretario degli Interni, dal Segretario all'Agricoltura, dal Segretario al Commercio e dal Segretario del Lavoro. L'organismo aveva il compito di ricercare e informare il presidente e i capi dei dipartimenti esecutivi, in merito alla collocazione strategica di beni e servizi industriali per l'eventuale futuro utilizzo in tempo di guerra.
Nell'ottobre del 1916, il presidente affiancò al consiglio una commissione consultiva super partes, che comprendeva sette uomini specializzati in una professione o in un settore industriale. I primi membri furono:
- Daniel Willard (Baltimora, Maryland), presidente della Baltimore e Ohio Railroad;
- Samuel Gompers (Washington, DC), presidente della Federazione americana del lavoro;
- Franklin H. Martin (Chicago, Illinois), chirurgo e fondatore dell'American College of Surgeons;
- Howard E. Coffin (Detroit, Michigan), capo del Comitato per la preparazione industriale (ex esperto nel coordinamento dell'industria automobilistica nelle situazioni di emergenza);
- Bernard Baruch (New York), un importante banchiere;
- Hollis Godfrey, ingegnere civile (Filadelfia, Pennsylvania) e presidente del Drexel Institute[6];
- Julius Rosenwald (Chicago, Illinois), presidente di Sears, Roebuck & Co.;
- Walter S. Gifford, ingegnere dell'American Telegraph and Telephone Company.

Quest'ultimo fu nominato direttore del Consiglio.

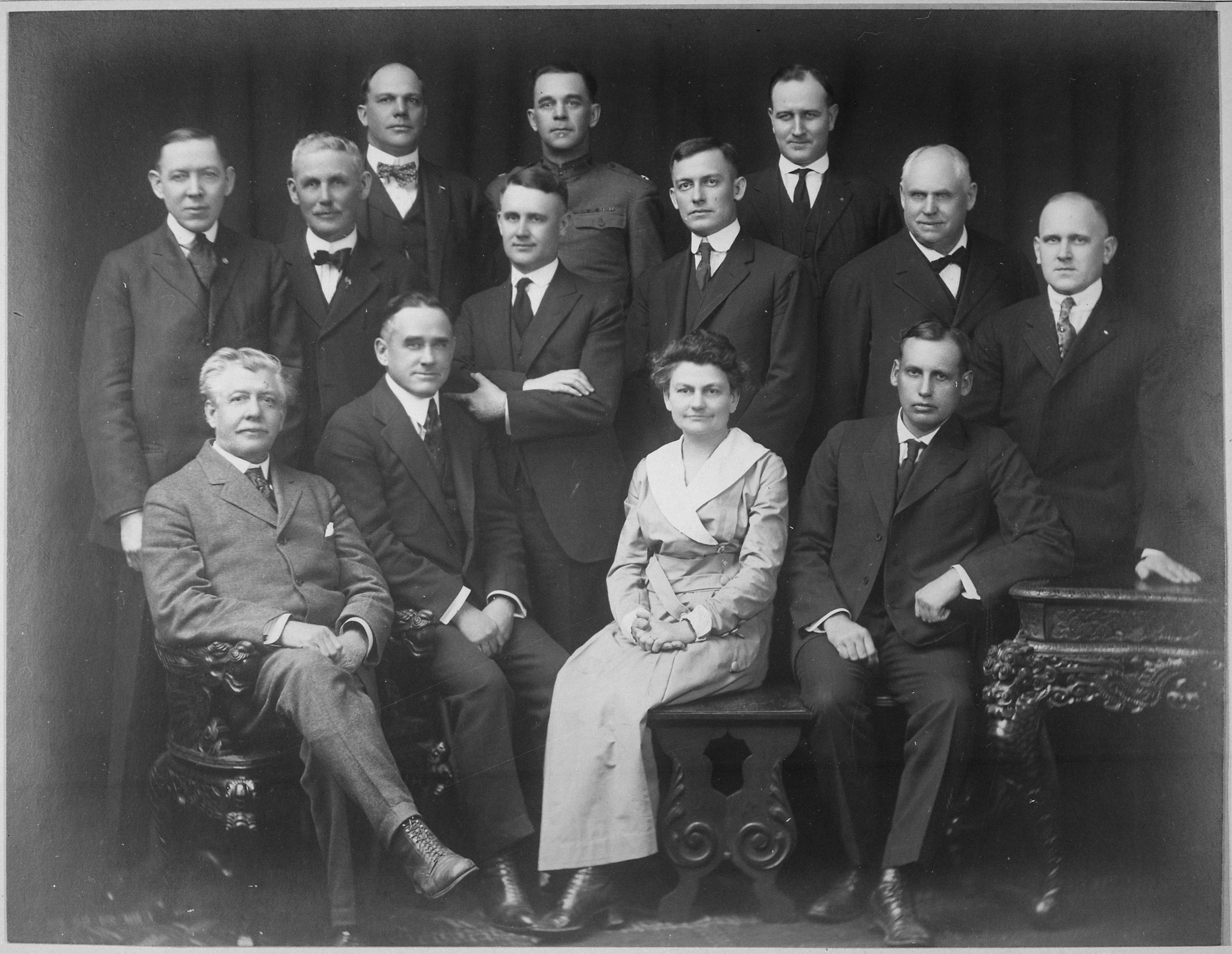
Il Council of Defense dello Stato del Nebraska (1919, ca)

A partire dal maggio 1917, il Consiglio chiese ai singoli Stati confederati di creare i propri organismi consultivi di difesa nazionali, per assistere il Consiglio federale nello svolgimento delle proprie attività. Su invito del Consiglio nazionale, alcuni Women's Committees of National Defense and Southern states (Comitati femminili di difesa nazionale e degli Stati del sud), formarono organizzazioni per gli afroamericani.
A gennaio del 1920, il Consiglio raccomandò la creazione di un comitato di esperti che nell'arco di sei mesi avrebbe dovuto proporre un piano di rapida mobilitazione delle forze belliche, nell'eventualità di un'altra guerra.

Le attività del Council of National Defense federale furono sospese nel 1921.